# 切口詩
切口詩，又稱暗號詩、黑話詩，後來又發展成招牌詩，是三合會秘密結社組織用來識別身份、傳遞信息的隱語詩句。這些詩句通常具有隱晦的意涵，只有組織內部成員才能理解。 

## 歷史源由
「切口詩」起源於中國清代的秘密結社「天地會」。據傳，其淵源可追溯至少林五祖遭遇陳近南與萬雲龍，並於七月廿五日在高溪紅花亭結盟，誓以「洪」為姓，齊心反清復明。後來兵敗，萬雲龍戰死，五祖各自分散，臨別時留下了一首《相認詩》作為彼此日後相認的暗號：
「五人分開一首詩，身上洪英無人知；

此事傳與眾兄弟，後來相會團圓時。」
此類以詩作暗號交流的方式在清末的洪門中廣為流傳。由於清政府對結社活動的嚴密監控與打壓，成員為了掩藏身份、保密行動，創造出這種隱語形式的詩詞，不僅用來辨認彼此的身份，更是傳達組織宗旨與表達忠誠的方式。相傳「天地會」幫中設有一職名「舅父」，專責教授門下詩句、手印及暗語。至18世紀初，天地會在華南地區進一步發展為「三合會」，「切口詩」也成為幫會文化的重要象徵。然而，隨著時代演進與科技發展，這種古老的通訊與識別方式已逐漸被現代手段所取代。

### 「切口詩」的對答方式
在傳統應用中，切口詩通常由一人起句，另一人接句並配以「過五關」手勢暗號，從而確認各自是「正統」幫員。這種對答方式在通訊科技不發達的年代，不僅考驗了成員對詩句的熟悉程度，也能有效防止外人冒充。流行於清未至二戰前的香港三合會。以《三六底詩》作例：

甲盤問乙：

「閣下貴寶號？」(你是來自哪個幫派的？)

乙回應：

「洪門xx山xx堂。」(道出隸屬的幫派名稱，俗稱「响朵」）

甲起句：

「木立斗世天下知，順天興明和合同。」(《三六底詩》上句）

乙接句：

「扶明絕清登龍位，同心協力討江山。」(《三六底詩》下句）

雙方初步確認了幫員身分。
洪門用語「木立斗世」，象徵「朱明之世，反清復明，團結中華」。源自北宋《北夢瑣言》中，記載了唐末一術士曰「木星入斗，帝王之兆，木在斗中，朱字也」。意即木星（帝王）入居北斗星（帝王之宮）的天象是重奪皇朝之徵兆。

## 「招牌詩」
内容一般強調幫派的歷史正統、宗旨和價值觀。在香港，這種文化在1960至1980年代尤為盛行，後來，香港三合會簡化了洪門儀式。「招牌詩」不再是不外傳的「暗號詩」，而是會在幫派的公開場合中，作為展示身份和忠誠的方式。當時黑社會成員會在公廁等隱蔽場所的牆壁上留下這些詩句，以作為宣示主權、招募新成員或表達忠誠的方式。1990年代後「招牌詩」文化已式微。
註：若用詩句的目的，是表露三合會身份，在香港可能違反《社團條例》刑事罪行。最高可處罰款$1,000,000港元及監禁15年。

## 「開壇詩」
洪門成員在開壇儀式時之用。這些切口詩在洪門的結拜、紮職及行家法懲罰儀式中廣泛使用，如「斬雞頭」（殺雞起誓）和「燒黃紙」（焚燒誓約），新成員需背誦詩句以示認同。七十年代後，香港三合會一再簡化了洪門儀式後，已甚少使用。